# Anopheles sintoni
Anopheles sintoni är en tvåvingeart som beskrevs av Puri 1929. Anopheles sintoni ingår i släktet Anopheles och familjen stickmyggor. Inga underarter finns listade i Catalogue of Life.